# Подія, яку ніхто не помітив
«Подія, яку ніхто не помітив» (рос. «Происшествие, которого никто не заметил») — російський радянський чорно-білий художній фільм 1967 року, мелодрама, знята на кіностудії «Ленфільм» відомим драматургом і сценаристом Олександром Володіним на основі його власного сценарію. Цей єдина його режисерська робота.

## Зміст
Звичайна дівчина Настя, яка працювала продавчинею в овочевому магазині, мріяла про те, як одного разу станеться казкова подія, що принесе їй щастя. Настя уявляла щастя в образі чарівної краси, яку вона отримає, а вже це змінить все. Одного прекрасного дня Настя прокинулася і зрозуміла, що її мрія стала реальністю.

## Ролі
- Жанна Прохоренко — Настя
- Віра Титова — мама Насті
- Віталій Соломін — Толя
- Євген Лебедєв — Яків Олексійович
- Георгій Штиль — Льоша
- Зінаїда Славіна — Катя
- Лідія Штикан — Ніна Сергіївна
- Павло Луспекаєв — Тетерін
- Аркадій Трусов
- Ія Арепіна
- Гнат Лейрер

## Знімальна група
- Автор сценарію: Олександр Володін
- Режисер-постановник: Олександр Володін
- Оператор: Костянтин Рижов
- Художник: Олександр Блек
- Композитор: Веніамін Баснер